# Eleccions legislatives malteses de 1962
Les Eleccions legislatives malteses de 1962 es van celebrar el 1962, i foren les primeres des que Malta es va proclamar independent. Va guanyar el Partit Nacionalista i el seu cap George Borg Olivier fou nomenat primer ministre.

## Resultats
Resum dels resultats electorals de 1962 a la Cambra de Diputats de Malta
|                                                                                         | Partit Nacionalista Partit Nazzjonalista | 63.262  | 42    | 25 | - |
|                                                                                         | Partit Laborista Partit Laburista        | 50.974  | 34    | 16 | - |
|                                                                                         | Independents                             | 36.370  | 24    | 9  | - |
|                                                                                         | Total (participació 90,8%)               | 150.606 | 100.0 | 50 |   |
| Font: «Malta Elections». Arxivat de l'original el 2005-12-31. [Consulta: 16 juny 2009]. |                                          |         |       |    |   |